# Vittorio Poggi

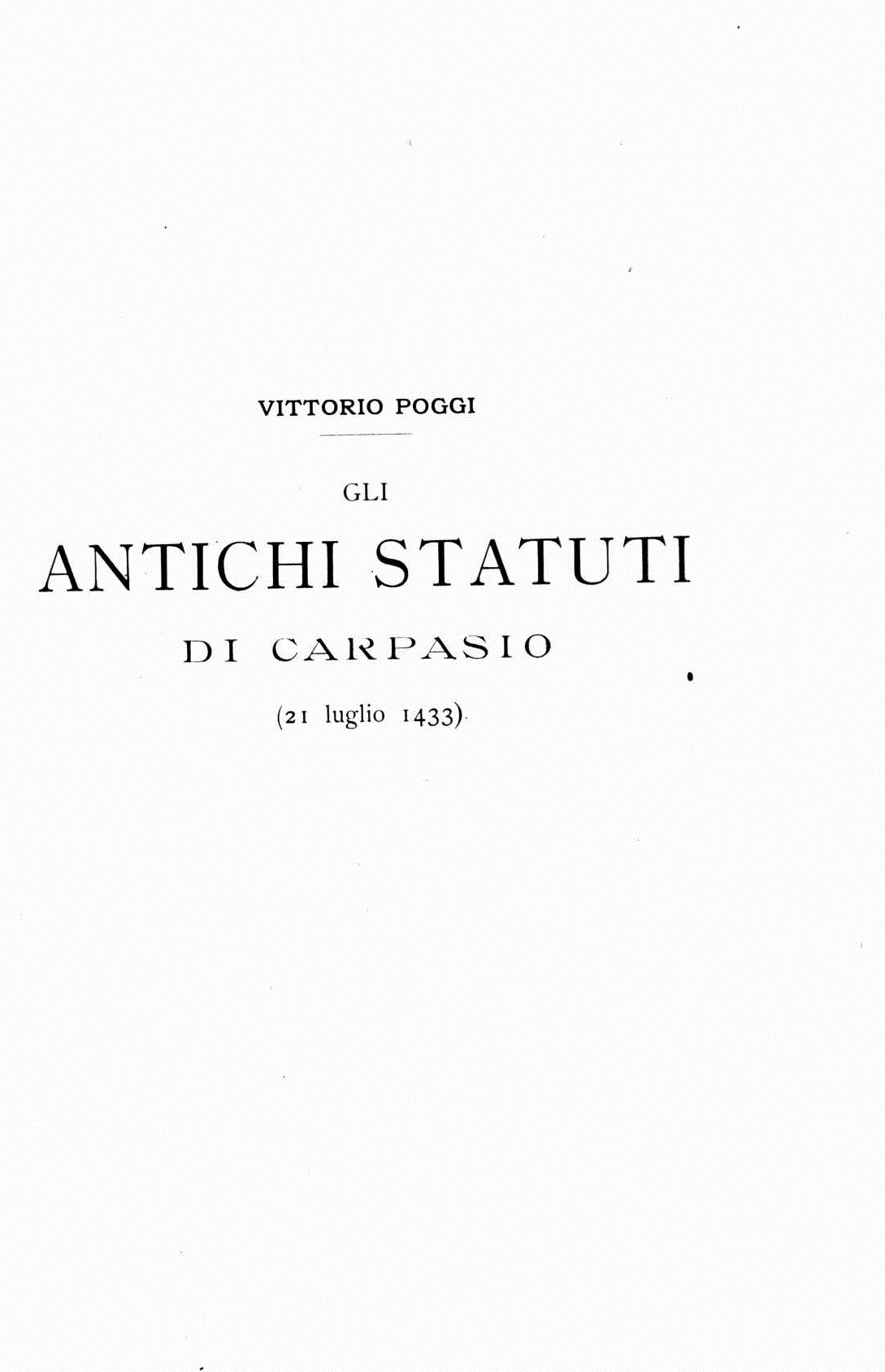
Gli antichi statuti di Carpasio (21 luglio 1433), 1902

Vittorio Poggi (Torino, 20 dicembre 1833 – Savona, 31 dicembre 1914) è stato un avvocato, giornalista, militare e patriota, archeologo e funzionario pubblico italiano.

## Biografia
La formazione di Poggi si deve prima al Collegio degli scolopi di Savona, dove - rimasto orfano - entrò in contatto con Paolo Boselli, Anton Giulio Barrili e Pietro Sbarbaro, e poi alla facoltà di Facoltà di giurisprudenza dell'Università di Genova, presso la quale sarebbe poi diventato, alla fine del secolo, dottore aggregato alla Facoltà di lettere e filosofia. Negli anni dell'università prese a collaborare con Il saggiatore e Il diario savonese, giornali liberali, e animò i dibattiti degli ambienti studenteschi della sua città d'adozione, Savona, prendendo parte alla Società letteraria savonese, alla Società di culto dantesco e, dopo la laurea, conseguita nel 1856, alla Società del casino di lettura e alla Società progressista degli artisti e operai.
Prima di partire con i Cacciatori della Magra per prendere parte alla  seconda guerra di indipendenza con il grado di sottotenente, completò il praticantato fra Savona e Genova e fondò il quotidiano San Giorgio, poi divenuto La Nazione, del quale successivamente assunse la direzione, sostenendo la necessità di una nuova guerra contro l'impero austriaco.
Promosso tenente e poi tenente colonnello, rimase nell'esercito fino al 1890, spostandosi fra Parma, Lodi, Piacenza e Pavia e prendendo parte alla Terza guerra d'indipendenza e al contrasto del brigantaggio, ma a causa di una malattia non alla spedizione dei Mille. In questi anni si dedicò all'archeologia e all'etruscologia, pubblicando alcuni studi e ottenendo fra il 1880 e il 1881 l'incarico di sovrintendente del Museo archeologico di Firenze. Fondò la Società savonese di Storia Patria, assumendone la vicepresidenza nel 1885, fu socio corrispondente della Società ligure di storia patria e si dedicò agli studi storici su Albisola, città d'origine della sua famiglia, e Savona, ai quali dedicò anche alcune pubblicazioni. Nel 1909 diventa nonno della futura artista, pittrice e giornalista italiana Nenne Sanguineti Poggi.
Dopo aver lasciato l'esercito fu commissario della Certosa di Pavia (1890) e Commissario per le antichità e le belle arti della Liguria (1891). Negli anni successivi guidò la Commissione conservatrice dei monumenti per la provincia di Genova e fu ispettore per i monumenti e gli scavi del circondario di Savona. Dal 1892 divenne inoltre prefetto della Biblioteca civica e dell'Archivio di Savona e presidente della commissione per la locale Pinacoteca. Nello stesso anno diventò membro effettivo della Deputazione di storia patria per le antiche province e la Lombardia, diventandone poi vicepresidente.
A partire dal 1900 si occupò inoltre della pubblicazione delle Leges Genuenses e della ristampa della Series rectorum Reipublicae Genuensis e alla pubblicazione di diversi volumi sulla storia locale, sulla storia della letteratura e sulla storia dell'arte.

## Opere
- Gli antichi statuti di Carpasio (21 luglio 1433), Torino, Paravia, 1902.